# قشلاق أينالي برات (مقاطعة بيله سوار)
قشلاق أينالي برات (بالفارسية: قشلاق اینالی برات) هي منطقة سكنية تقع في إيران في أردبيل. يقدر عدد سكانها بـ 139 نسمة .